# Al-Jazeera Club (Amã)
O Al-Jazeera Club é um clube de futebol jordaniano com sede em Amã. A equipe compete no Campeonato Jordano de Futebol.

## História
O clube foi fundado em 1947.

## Titulos
Campeonato Jordano: 3 (1952, 1955 e 1956)
 Copa da Jordânia: 2 (1984 e 2017-18)
 Copa FA Shield: 2 (1981 e 1986)
 Super Copa da Jordânia: 1 (1985)

## Lista de treinadores
- Issa Al-Turk &  Ra'ed Assaf (2006–2009)
- Amjad Abu Taimah (2009–2010)
- Jamal Abu Abed (2010)
- Emad Khankan (2010)
- Khaled Awad (2010–2011)
- Mohammad Omar (2011–2012)
- Issa Al-Turk (2012–2015)
- Haitham Al-Shboul (2015-2016)
- Nizar Mahrous (2016-2017)
- Maher Bahri (2017)
- Chiheb Ellili (2017-2018)
- Nizar Mahrous (2018)
- Dalibor Starčević (2018-2019)
- Amjad Abu Taimah (2019-presente)